# Новая Стройка (Ярославская область)
Новая Стройка — деревня в Пошехонском районе Ярославской области. Входит в состав Белосельского сельского поселения.

## География
Находится в северной части Ярославской области на расстоянии приблизительно 13 км на восток по прямой от районного центра города Пошехонье на правом берегу реки Сога.

## История
На месте нынешнего расположения деревни на карте 1798 года была отмечена деревня Корониха. На карте Менде Ярославской губернии (1885—1887 года) на этом месте отмечалась деревня Новая, а вот на карте 1941 года населенных пунктов на данном месте не отмечено.

## Население
Численность населения: 5 человек (русские 100 %) в 2002 году, 6 в 2010.